# Andrei Aleksandrovich Bychkov
Andrei Aleksandrovich Bychkov (tiếng Nga: Андрей Александрович Бычков; sinh ngày 13 tháng 7 năm 1988) là một cầu thủ bóng đá người Nga. Hiện tại anh thi đấu cho F.K. Dynamo Sankt Peterburg.